# Консейсан (Орта)
Консейсан (порт. Conceição) — город и район в Португалии, входит в округ Азорские острова. Расположен на острове Файял. Является составной частью муниципалитета Орта. Население составляет 1157 человек на 2001 год. Занимает площадь 2,74 км².
Покровителем района считается Дева Мария (порт. N. Sra. da Conceição).

## История
Район основан в 1568 году.